# Lúcio Alves
Lúcio Ciribelli Alves dit Lúcio Alves,  né le 28 janvier 1927 à Cataguases dans l'État du Minas Gerais et mort le 3 aout 1993 à Rio de Janeiro, est un chanteur et compositeur brésilien. À la fin des années 1950, il est un des premiers artistes au Brésil à interprèter de la bossa nova.
C'était un musicien très apprécié par Antônio Carlos Jobim et João Gilberto, les créateurs de la bossa nova, qui louaient ses talents vocaux et ses arrangements harmoniques. Jobim a dit de Lúcio Alves :
 «... c'est un chanteur formidable, il méritait la plus haute acclamation populaire mais a payé le prix d'être un artiste trop en avance sur son temps...»

## Biographie
Lúcio Alves est né dans une famille de musiciens. Son père était joueur de tuba et chef de la fanfare de la ville de Cataguases, sa mère et sa tante étaient des pianistes, sa sœur violoniste et ses frères jouaient de la guitare et de la flûte. Dès l'âge de six ans, il prend des classes de guitare. En 1934, Lúcio Alves déménage avec sa famille pour Rio de Janeiro. Peu de temps après, il participe à des programmes de radio en tant que chanteur et acteur.
En 1941, à l'âge de quatorze ans, Lúcio Alves commence sa carrière artistique en créant le groupe vocal et instrumental Namorados da Lua. Sept ans plus tard, le groupe se dissout et Alves commence à enregistrer des disques en solo. Il devient une vedette populaire de la samba-canção à la radio. En 1954, il se joint au chanteur Dick Farney pour enregistrer la chanson Tereza da praia, composée par Tom Jobim et qui rencontre un grand succès.
À partir de 1959, Lúcio Alves intègre le mouvement naissant de la bossa nova, alternant enregistrements et création de nouvelles chansons avec des performances au music-hall, en clubs, à la radio et à la télévision. Il connait le succès avec des titres tels que Rio, Ah! Se eu pudesse et O barquinho, tous trois composés par Roberto Menescal et Ronaldo Bôscoli. Au milieu des années 1960, avec la popularité croissante de la Jovem Guarda, interprétant des musiques moins sophistiquées mais plus commerciales, Alves perd de sa notoriété, restant onze ans sans publier de disques. À partir de 1975, Lúcio Alves retourne dans les studios et enregistre plusieurs albums dont le disque Lucio Alves, qui reprend des chansons de Tom Jobim, Chico Buarque et Pixinguinha.

## Discographie partielle
Source: Discogs
- 1959 : Lúcio Alves, Sua voz íntima, Sua bossa nova, Interpretando sambas em 3-D (Odeon)
- 1960 : A noite do meu bem (Odeon)
- 1960 : A bossa é nossa (Philips)
- 1961 : Cantando depois do sol (Philips)
- 1961 : Bossa nova mesmo (Philips)
- 1962 : Tio Samba - Música americana em bossa nova (Philips)
- 1963 : Balançamba (Elenco)
- 1964 : Session de Bossa (Elenco)
- 1975 : Lúcio Alves (RCA Victor)
- 1978 : Dóris Monteiro e Lúcio Alves no Projeto Pixinguinha (EMI-Odeon)
- 1986 : Romântico (Inverno & Verão)
- 1997 : A Arte do Espetáculo - Ao Vivo (RGE)